# Laura Bailey
Laura Dawn Bailey (Biloxi, 28 maggio 1981) è una doppiatrice, direttrice del doppiaggio e attrice statunitense.
È principalmente nota per aver prestato la voce a molti personaggi di diversi videogiochi tra cui Abigail Walker in Infamous: Second Son, Nadine Ross nella serie di Uncharted, Kait Diaz nella serie Gears of War e soprattutto Abigail "Abby" Anderson in The Last of Us Parte II, con il quale si è aggiudicata il The Game Awards per la miglior performance e il British Academy Video Games Awards per la miglior performance protagonista. Ha anche doppiato alcuni personaggi di anime tra cui Trunks e Gotenks nella serie Dragon Ball.
È inoltre conosciuta per essere membro del cast della webserie Critical Role, basata sul gioco di ruolo Dungeons & Dragons.

## Biografia
La sua voglia di recitare è nata dopo aver visto uno speciale di Dawson's Creek dove era intervistata Katie Holmes. Bailey ha studiato teatro al Collin County Community College, nella città di Plano, in Texas, dove ha partecipato nelle produzioni di Suburbia, Through a Glass Onion, e Don't Rock the Jukebox. Per una sua interpretazione, è stata notata da Kent Williams, che l'ha invitata ad un'audizione per FUNimation, azienda per la quale ha lavorato circa quattro anni prima di diventare anche direttrice del doppiaggio.

### Vita privata

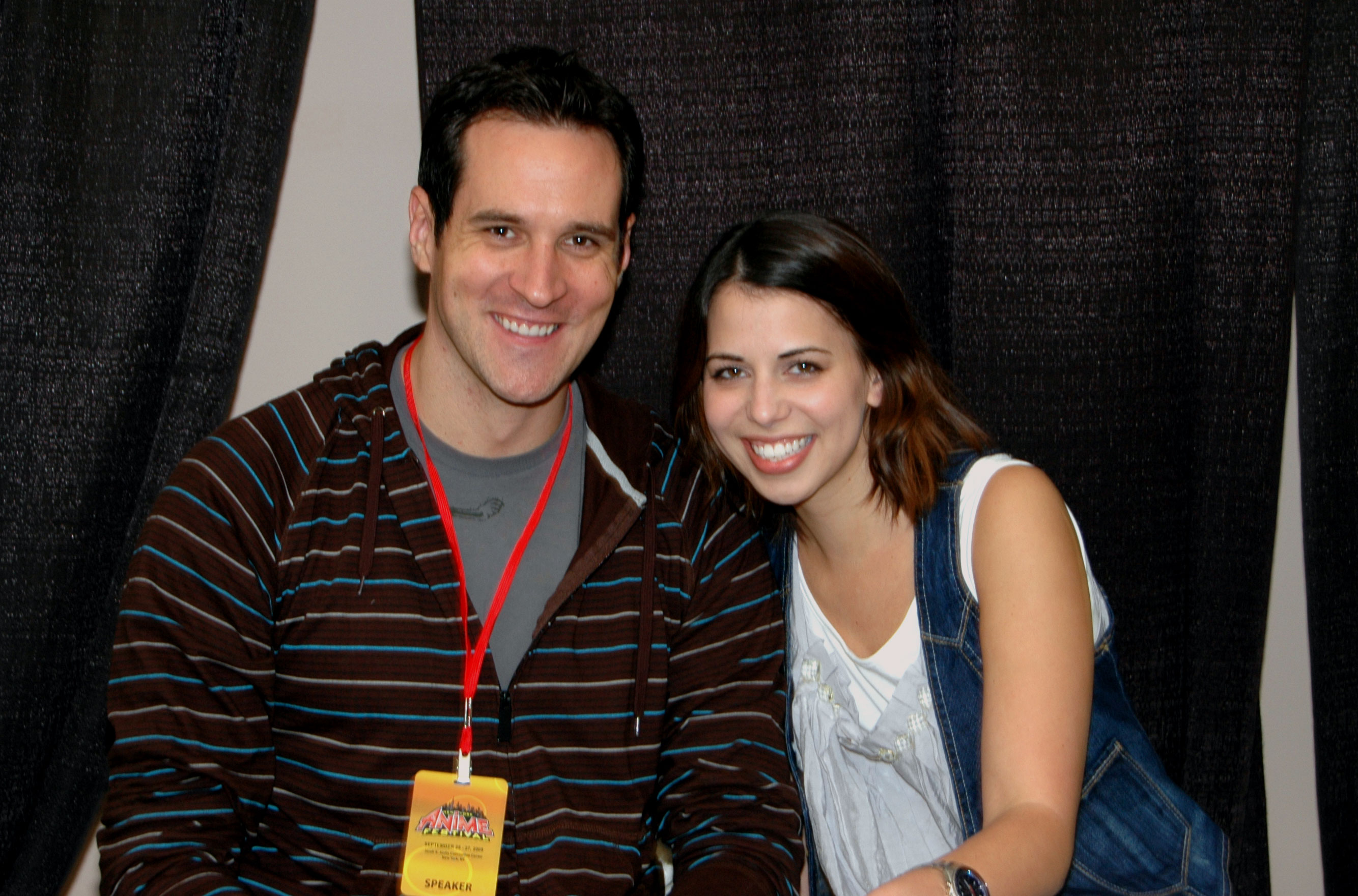
La Bailey col futuro marito Travis Willingham al New York Anime Festival 2009.

Il 25 settembre 2011 ha sposato il collega doppiatore Travis Willingham, con il quale vive a Los Angeles. Il 28 giugno 2018 è nato il loro primo figlio, Ronin Willingham.

## Filmografia

### Attrice

#### Cinema
- Graduation Day, regia di Matt A. Cade (2003)
- Prison-a-Go-Go!, regia di Barak Epstein (2003)
- A Four Course Meal, regia di Clay Liford (2005)
- Four Sheets to the Wind, regia di Sterlin Harjo (2007)
- Mr. Brooks, regia di Bruce A. Evans (2007)
- Underbelly, regia di Matt A. Cade (2007)
- Alamo Gold, regia di Mitch Waters (2008)
- Dusk, regia di Kyle Hodgkinson (2008)
- From the Dark, regia di Cliff McClelland e Tom Zembrod (2009)
- Slash, regia di Clay Liford (2016)

#### Televisione
- Il caso Michael Peterson, regia di Tom McLoughlin (2007) – film TV
- One Tree Hill – serie TV, 1 episodio (2007)
- Ruffian, regia di Yves Simoneau (2007) – film TV
- Critical Role – webserie, 336 episodi (2015-2023)
- The Last of Us – serie TV, episodio 1x09 (2023)

#### Cortometraggi
- Placebo, regia di Dan Burks (2006)
- Lust, regia di Michael Bray (2008)

### Doppiatrice

#### Film cinema
- Yukie Nakama in Shinobi (2005)

#### Serie televisive
- Roberta in Walker Texas Ranger (2001)

#### Film d'animazione
- Dende in Dragon Ball Z - L'invasione di Neo Namek (1992)
- Dragon Ball Z - I tre Super Saiyan (1992)
- Trunks in Dragon Ball Z - Sfida alla leggenda (1994)
- Trunks in Dragon Ball Z - L'irriducibile Bio-Combattente (1994)
- Kikyo in Lupin e il tesoro del Titanic (1994)
- Trunks e Gotenks in Dragon Ball Z - Il diabolico guerriero degli inferi (1995)
- Julia in Lupin III - Le profezie di Nostradamus (1995)
- Trunks e Gotenks in Dragon Ball Z - L'eroe del pianeta Conuts (1995)
- Serena Sebastian in Detective Conan - Fino alla fine del tempo (1997)
- Serena Sebastian in Detective Conan - L'asso di picche (1998)
- Serena Sebastian in Detective Conan - L'ultimo mago del secolo (1999)
- Serena Sebastian in Detective Conan - Solo nei suoi occhi (1999)
- Serena Sebastian in Detective Conan - Trappola di cristallo (2001)
- Serena Sebastian in Detective Conan - Il fantasma di Baker Street (2002)
- Marlene Angel in Blue Gender: The Warrior (2002)
- Ghost in the Shell 2 - L'attacco dei cyborg (2004)
- Minka in Origine (2006)
- Shion in Naruto Shippuden - L'esercito fantasma (2007)
- Ni in Naruto Shippuden - Eredi della volontà di fuoco (2009)
- Masako in Naruto Shippuden - La torre perduta (2010)
- Odette in L'incantesimo del lago: Un magico natale (2012)
- Amica di Nobuko in Quando c'era Marnie (2014)

#### Serie animate
- Chi chi, Ranfan e Sara in Dragon Ball (1986-2003)
- Trunks, Dende, Gotenks e Erasa in Dragon Ball Z (1990-2003)
- Keiko Yukimura in Yu degli spettri(1992-1995)
- Sana Kurata in Rossana (1996-1997)
- Principessa Oto in Dragon Ball GT (1996-1997)

- Serena Sebastian e Erin Mulligan in Detective Conan (1996-1998)
- Shin Chan in Shin Chan (1997-2011)
- Marlene Angel in Blue Gender (1999-2000)
- Tohru Honda in Fruits Basket (2001)
- Akane Sugiyama in Seven Seven (2002)
- Alv in Kiddy Grade (2002-2003)
- Jester in Sakura Taisen - École De Paris (2003)
- Ryoko Takamachi in Spiral: Suiri no kizuna (2003)
- Henrietta in Gunslinger Girl (2003-2004)
- Conis e Isoka in One Piece (2003-2004)
- Lust in Fullmetal Alchemist (2003-2004)
- Layla in Storie delle ferrovie galattiche (2003-2004)
- Hanna in Kita e...: Diamond Dust Drops (2004)
- Eve De Lafeye in Le nuove avventure di Scooby-Doo (2004)
- Nadesico in Burst Angel (2004)
- La fenice (2004)
- Asami in Keroro (2004)
- Wolyafa in Ragnarok: The Animation (2004)
- Mizuki in Samurai 7 (2004)
- Souseiseki in Rozen Maiden (2004)
- Rosalie in Tactics (2004)
- Dieter in Monster (2004-2005)
- Oboro in Basilisk: I segreti mortali dei ninja (2005)
- Hiromi Masuoka in Beck (2005)
- Nami in Peach Girl (2005)
- Evangeline A.K. McDowell e Ayaka Yukihiro in Negima (2005)
- Miharu Tsurumaki in Speed Grapher (2005)
- Tsugumi Rosenmeier in Aquarion (2005)
- Mayumi Hashimoto in Hell Girl (2005)
- Rion in Gun x Sword (2005)
- Suzune in Suzuka (2005)
- Tsumugi Yuuki in School Rumble (2005-2006)
- Amane in Mumishi (2005-2006)
- Premera in Tsubasa (2005-2006)
- Hiromi in Tsukuyomi: Moon Phase (2006)
- Izumi Isozaki in I''s Pure (2006)
- Sayaka in XxxHOLIC (2006)
- Kanako in Host Club - Amore in affitto (2006)
- Miki in Witchblade (2006)
- Toki in Naruto (2006)
- Tier Harribel in Bleach (2006-2010)
- Sōkō no Strain (2006)
- Rakshata Chawla e Nagisa Chiba in Code Geass: Lelouch of the Rebellion (2006-2008)
- Silvia in SoltyRei (2006)
- Michel Volban de Cabelle in Glass Fleet (2006-2007)
- John in D.Gray-man (2006-2007)
- Rita in El Cazador (2007)
- Jean in Claymore (2007)
- Mie in Shigurui (2007)
- Nodame Cantabile (2007)
- Maka Albarn in Soul Eater (2008-2009)
- Kuro in Kurokami: The Animation (2009)
- Nodoka Manabe in K-On! (2009-2010)
- Lust in Fullmetal Alchemist: Brotherhood (2009)
- Aki in Iron Man (2010)
- Gwen Stacy in Spider-man (2017-2020)
- Vex'ahlia "Vex" Vessar in La leggenda di Vox Machina (2022-2024)
- Smokes in Secret Level (2024)

#### Videogiochi
- Rayne in BloodRayne (2002)
- Roadkill (2003)
- Trunks e Gotenks in Dragon Ball Z: Budokai 2 (2003)
- Alex D. in Deus Ex: Invisible War (2003)
- Gotenks in Dragon Ball Z: Supersonic Warriors (2004)
- Lust in Fullmetal Alchemist 2: Akaki erikushiru no akuma (2004)
- Rayne in BloodRayne 2 (2004)
- Trunks e Gotenks in Dragon Ball Z: Budokai 3 (2004)
- Dende in Dragon Ball Z: Sagas (2005)
- Min Hua in Spikeout: Battlestreet (2005)
- Gemini Sunrise in Sakura Taisen Faibu -Saraba, Itoshiki Hito yo- (2005)
- Trunks e Gotenks in Dragon Ball Z: Budokai Tenkaichi (2005)
- Una in Æon Flux (2005)
- Gotenks in Dragon Ball Z: Supersonic Warriors 2 (2005)
- Gotenks in Dragon Ball Z: Shin Budokai (2006)
- Trunks e Gotenks in Dragon Ball Z: Budokai Tenkaichi 2 (2006)
- Medusa in Dawn of Mana (2006)
- Gotenks in Dragon Ball Z: Shin Budokai 2 (2007)
- Trunks, Gotenks e Dende in Dragon Ball Z: Harukanaru Densetsu (2007)
- Aoi in Naruto Shippuden: Ultimate Ninja 4 (2007)
- Kuina in One Piece: Unlimited Adventure (2007)
- Trunks, Gotenks e Chi-chi in Dragon Ball Z: Budokai Tenkaichi 3 (2007)
- Ar Tonelico II: Melody of Metafalica (2007)
- Dynasty Warriors 6 (2007)
- Rise Kujikawa in Persona 4 (2008)
- Chun-Li in Street Fighter IV (2008)
- Gauche in Tales of Vesperia (2008)
- Dominika in Infinite Undiscovery (2008)
- Chi-chi in Dragon Ball DS (2008)
- Meu in Cross Edge (2008)
- Naruto: Clash of Ninja Revolution 2 (2008)
- Spinel in Crimson Gem Saga (2008)
- Trunks, Gotenks e Dende in Dragon Ball Z: Infinite World (2008)
- World of Warcraft: Wrath of the Lich King (2008)
- Hewpoe in Klonoa (2008)
- Dissidia Final Fantasy (2008)
- Star Ocean: The Last Hope (2009)
- Claire in MagnaCarta 2 (2009)
- Alice Drake in Dreamkiller (2009)
- Protagonista femminile in Persona 3 Portable (2009)
- Trunks e Gotenks in Dragon Ball: Raging Blast (2009)
- Sherry Birkin in Biohazard: The Darkside Chronicles (2009)
- Serah Farron in Final Fantasy XIII (2009)
- Kaine in Nier Replicant (2010)
- Chun-Li in Super Street Fighter IV (2010)
- Lainie in Quantum Theory (2010)
- Trunks e Gotenks in Dragon Ball Z: Tenkaichi Tag Team (2010)
- Medal of Honor (2010)
- Julie Farkas in Fallout: New Vegas (2010)
- Trunks e Gotenks in Dragon Ball: Raging Blast 2 (2010)
- Catherine in Catherine (2011)
- Jean Rose in Resistance 3 (2011)
- Serana in The Elder Scrolls V: Skyrim (2011)
- Serah Farron in Final Fantasy XIII-2 (2011)
- Ensign Rodriguez in Mass Effect 3 (2012)
- Christie in Dead or Alive 5 (2012)
- Rivera in Halo 4 (2012)
- Lady Comstock in BioShock Infinite (2013)
- Voci aggiuntive in The Last of Us (2013)
- Saints Row IV (2013)
- Rachel in The Wolf Among Us (2013)
- Alice in Batman: Arkham Origins (2013)
- Wendy Tarth in Sunset Overdrive (2013) [4]
- Abigail Walker in Infamous: Second Son (2014)
- Ioreth in La Terra di Mezzo: L'ombra di Mordor (2014)
- Dagna in Dragon Age: Inquisition (2014)
- Fiona in Tales from the Borderlands (2014)
- Gwyn Whitehill in Game of Thrones: A Telltale Games Series (2014)
- Presidente degli Stati Uniti D'America in Saints Row IV (2015)
- Soldati in Metal Gear Solid V: The Phantom Pain (2015)
- Chun-Li in Street Fighter V (2016)
- Annunciatrice in The Lab (2016)
- Nadine Ross in Uncharted 4: Fine di un Ladro (2016) – voce e motion capture
- Selina Kyle / Catwoman in Batman: The Telltale Series (2016)
- Kait Diaz in Gears of War 4 (2016)
- Supergirl in Injustice 2 (2017)
- Nadine Ross in Uncharted: L'eredità perduta (2017) – voce e motion capture
- Eltariel in La Terra di Mezzo: L'ombra della guerra (2017)
- Mary Jane Watson in Spider-Man (2018)
- Catherine in Catherine: Full Body (2019)
- Lisa Jackson in Days Gone (2019)
- Kait Diaz in Gears 5 (2019)
- Abby in The Last of Us Parte II (2020) – voce e motion capture
- Vedova nera in Marvel's Avengers (2020)
- Mary Jane Watson in Marvel's Spider-Man 2 (2023)
- Dispatch (2025)

## Riconoscimenti
- British Academy Video Games Awards
  - 2018 – Candidatura per la Miglior performance per Uncharted: L'eredità perduta
  - 2020 – Candidatura per la Miglior performance protagonista per Gears 5
  - 2021 – Miglior performance protagonista per The Last Of Us Parte II[5][6]

- The Game Awards
  - 2019 – Candidatura alla Miglior performance per Gears 5
  - 2020 – Miglior performance per The Last Of Us Parte II

## Doppiatrici italiane
Come doppiatrice, è stata sostituita da:
- Katia Sorrentino in Gears of War 4, Farpoint, Injustice 2 (skin Power Girl), Spider-Man (videogioco 2018), Gears of War 5, Spider-Man 2 (videogioco 2023)
- Deborah Morese in Infamous: Second Son, Infamous: First Light, Days Gone[7]
- Patrizia Burul in Knack, Knack II
- Gea Riva in Uncharted 4: Fine di un Ladro, Uncharted: L'eredità perduta
- Dania Cericola in BioShock Infinite
- Francesca Manicone in La Terra di Mezzo: L'ombra di Mordor
- Debora Magnaghi in La Terra di Mezzo: L'ombra della guerra
- Tiziana Martello in Injustice 2
- Francesca Tardio in Spider-Man (serie animata 2017)
- Francesca Bielli in The Last of Us Parte II
- Beatrice Caggiula in Marvel's Avengers
- Mattea Serpelloni in Secret Level